# HEC 파리

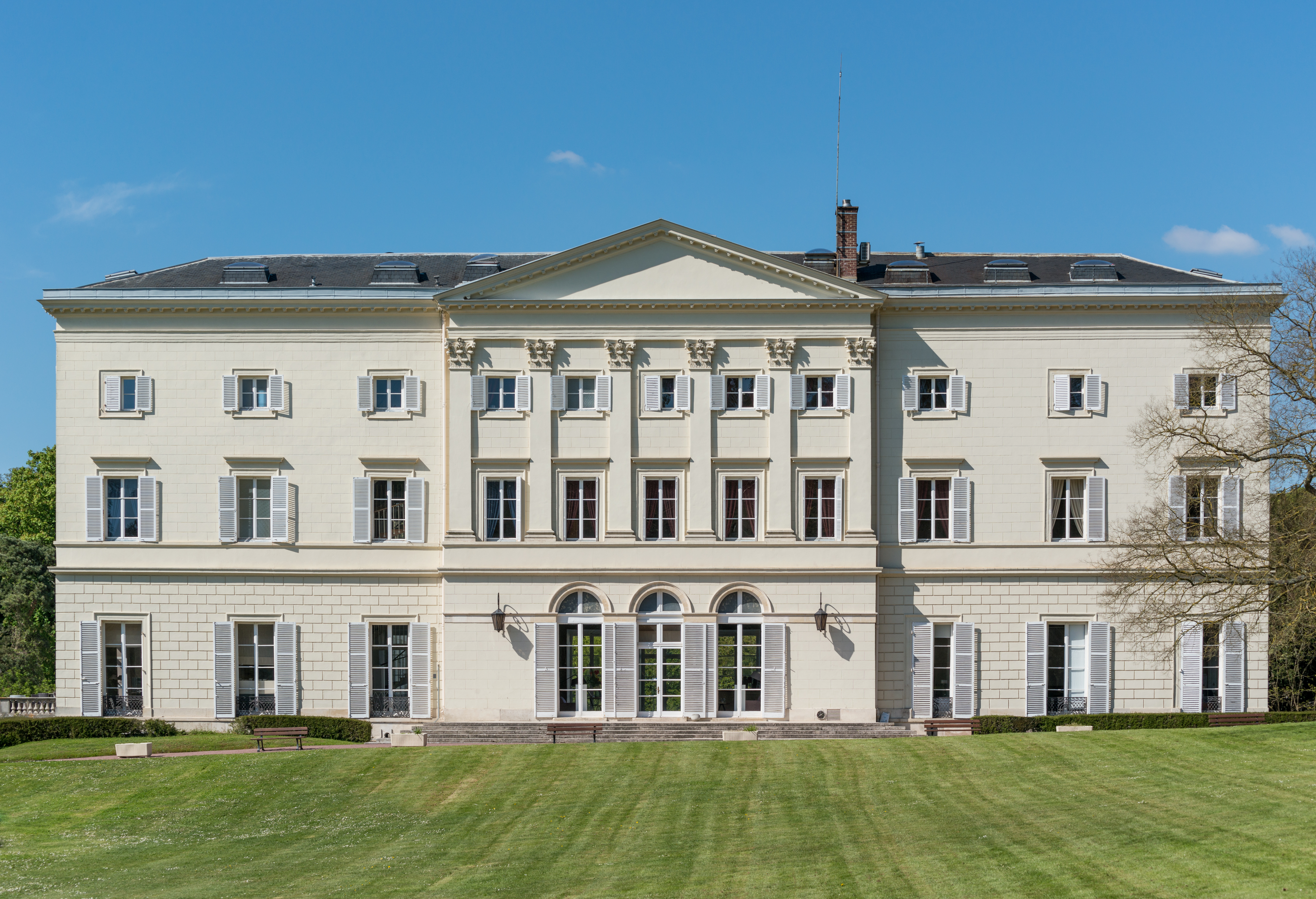

HEC 파리(프랑스어: École des hautes études commerciales de Paris)는 1881년에 설립되어 프랑스 주잉앵조사에 위치한 국제 경영대학원이다. 가장 선택적인 프랑스 그랑제콜 중 하나인 HEC 파리는 주력 프로그램인 경영학 석사, MBA 및 EMBA 프로그램, 전문 MSC 프로그램, PhD 프로그램 및 경영진 교육 프로그램을 제공한다.
HEC 파리는 글로벌 경영교육 제휴의 창립 멤버이며, 트리플 인증(AACSB, AMBA, EQIS)을 보유하고 있다. ESSEC, ESCP와 함께, 일반적으로 파리 3인조로 불리는 비공식 그룹을 형성한다.

## 같이 보기
- 프랑스의 교육